# لنز پاناسونیک لومیکس ۴۵–۲۰۰میلی‌متر
لنز پاناسونیک لومیکس ۴۵–۲۰۰میلی‌متر (به انگلیسی: Panasonic Lumix 45–200mm lens) نام لنز دوربین عکاسی از نوع زوم است که توسط شرکت پاناسونیک تولید می‌شود. فاصلهٔ کانونی این لنز ۴۵ تا ۲۰۰ میلی‌متر و ضریب اف آن اف ۴٫۰ تا ۵٫۶ تا اف است. 